# Ready to Die (The Stooges)
Ready to Die è il quinto album studio del gruppo proto-punk The Stooges, il secondo dopo la reunion del 2003.
L'album è stato pubblicato il 30 aprile 2013 dalla etichetta indipendente Fat Possum Records. Il singolo di lancio è stato la canzone Burn.
Dopo la scomparsa di Ron Asheton, la formazione comprende Iggy Pop (voce), James Williamson (chitarra), Scott Asheton (batteria), Mike Watt (basso) e Steve Mackay (sassofono). Nel brano The Departed, dedicato a Ron Asheton, Don Rooke (The Henrys, Mary Margareth O'Hara) suona la lap steel guitar.
Don è il maestro di lap steel di James Williamson, grande fan della musica hawaiiana. 

## Tracce
Testi di Iggy Pop e James Williamson.
1. Burn – 3:37
2. Sex & Money – 3:18
3. Job – 3:05
4. Gun – 3:07
5. Unfriendly World – 3:46
6. Ready to Die – 3:06
7. DD's – 3:12
8. Dirty Deal – 3:42
9. Beat That Guy – 3:15
10. The Departed – 4:36
11. Dying Breed – 3:12 – bonus track iTunes
12. The Departed – 4:36 – bonus track presente solo nell'edizione giapponese

## Formazione
- Iggy Pop - voce
- James Williamson - chitarra
- Mike Watt - basso
- Scott Asheton - batteria
- Steve Mackay - sassofono